# Viviano Toschi
Viviano Toschi (o Tosco), latinizzato come Vivianus Tuscus (Bologna, XIII secolo – Bologna, XIII secolo) è stato un giurista italiano del XIII secolo.

## Biografia
Viviano Tosco (o Toschi) fu un giureconsulto bolognese d'origine toscana, figlio del capo della fazione democratica Useppo Tosco (o Toschi o Toscano). È menzionato nei registri della Società dei Toschi del 1259.
Compose casi al Digesto vecchio, all'Inforziato e al Codice. Nelle edizioni del XVI secolo le sue opere vengono spesso scambiate con quelle del giurista Guglielmo d'Accorso.

## Opere
- (LA) Casus in terminis super Codice, Strasbourg, Tipografo delle Vitas Patrum, 1484.